# Marina Sena
Marina Sena, nata Marina de Oliveira Sena (Taiobeiras, 26 settembre 1996), è una cantautrice brasiliana.

## Biografia
Originaria di Taiobeiras, ha fatto parte del gruppo musicale A Outra Banda da Lua per un periodo di cinque anni, lasciandolo dopo aver realizzato l'EP Catapoeira.
Il suo primo album in studio da solista De primeira, uscito nell'agosto 2021, include la traccia Por supuesto, certificata diamante dalla Pro-Música Brasil con oltre 300 000 unità di vendita, che si è trasformata in una hit dopo aver scalato la top ten della graduatoria brasiliana fino al 9º posto, oltre a collocarsi in 69ª posizione nella Top 200 Singles della Associação Fonográfica Portuguesa. Con il fine di promuovere il disco in un primo momento l'artista si è esibita con il pezzo al programma Experimente sulla rete televisiva Bis, di proprietà del Grupo Globo, per poi partecipare a Lollapalooza Brasil e avviare una tournée in otto città del continente europeo tra marzo e aprile 2022.
Nell'ambito del Prêmio Multishow de Música Brasileira, uno dei principali premi musicali in Brasile, è risultata l'artista con il maggior numero di premi vinti della serata, conseguendone tre su quattro nomination iniziali. Ha anche vinto un WME Award come artista rivelazione e ha ricevuto due candidature ai Latin Grammy.

## Discografia

### Da solista

#### Album in studio
- 2021 – De primeira
- 2023 – Vício inerente
- 2025 – Coisas naturais

#### EP
- 2022 – Especial de primeira

#### Singoli
- 2019 – Ombrim (con i Rosa Neon e Baka!)
- 2020 – Tela 2.0 (con Baka! e Julio Secchin)
- 2021 – Me toca
- 2021 – +1 minuto (con Jean Tassy e Iuri Rio Branco)
- 2021 – Voltei pra mim
- 2021 – Te vi na rua (con Silva e RDD)
- 2022 – Quente e colorido (con Illy)
- 2022 – Foi match (con Hitmaker)
- 2022 – Veja baby (con i Lagum)
- 2022 – Natasha (con Capital Inicial)
- 2022 – Menina (con David Kneip e Brisa Star)
- 2023 – Tudo pra amar você
- 2023 – Quase não namoro (con Juliette)
- 2023 – Ombrim (Ai que delicia o verão) (con Chicão do Piseiro e Roni Bruno feat. MTS no Beat)
- 2023 – Real valor (con Carol Biazin e Vulgo FK)
- 2023 – Dano sarrada
- 2024 – Labirinto (con Ariel Donato e MC Cabelinho)
- 2024 – Não posta (con Lou Garcia)
- 2024 – Mande um sinal
- 2024 – Solto (Histórias de amor) (con Marcelo Tofani)
- 2024 – Escada do prédio (con Pedro Sampaio)
- 2024 – Numa ilha
- 2025 – Na minha (con Rael)

#### Collaborazioni
- 2019 – Aceso (Gabriela Viegas feat. Marina Sena)
- 2020 – Checklist (Velejante feat. Marina Sena)

### Con A Outra Banda da Lua
- 2020 – A Outra Banda da Lua

## Tournée
- 2021/23 – De primeira tour
- 2023/24 – Vicío inerente tour